# Céline Garcia (écrivain)
Pour les articles homonymes, voir Céline Garcia et García.
Céline Garcia est une écrivaine, scénariste et plasticienne française.

## Biographie
Elle développe l'univers Arthur et les Minimoys avec son mari Patrice Garcia, qui est ensuite développé pour le cinéma par Luc Besson.
Elle est également plasticienne, notamment avec des œuvres de collage.

## Filmographie
- Arthur et les Minimoys de Luc Besson
- Arthur et la Vengeance de Maltazard de Luc Besson (non créditée)
- Arthur et la Guerre des deux mondes de Luc Besson